# Nam Dinh (provins)
Nam Dinh (på vietnamesiska Nam Định) är en provins i norra Vietnam. Provinsen består av stadsdistriktet Nam Dinh (huvudstaden) och nio landsbygdsdistrikt: Giao Thuy, Hai Hau, Nam Truc, Nghia Hung, Truc Ninh, Vu Ban, Xuan Truong samt Y Yen. 